# 신연방주
신연방주(新聯邦州, 독일어: Neue Bundesländer 노이에 분데스렌더[*])는 1990년 동서독 통일 이후에 새로 신설된 독일의 행정 구역으로 과거 동독(독일 민주 공화국)의 행정 구역으로 남아 있다가 동서독 통일에 따라 서독(독일 연방 공화국)에 새로 편입된 행정 구역을 가리킨다. 독일에는 5개의 신연방주가 있다.
- 브란덴부르크주
- 메클렌부르크포어포메른주
- 작센주
- 작센안할트주
- 튀링겐주

## 같이 보기
- 구연방주
- 오스탈기